# Copa Libertadores Femenina 2024
La Copa Libertadores Femenina 2024 fue la decimosexta edición del mayor campeonato de clubes de fútbol femenino en Sudamérica organizado por la Conmebol. Se desarrolló entre el 3 y el 19 de octubre de 2024 en Paraguay.
El campeón de esta edición fue Corinthians de Brasil al vencer por 2-0 en la final a Santa Fe de Colombia, logrando su quinto título en este torneo.

## Organización

### Cupos por país
Los siguientes 16 equipos de las 10 federaciones afiliadas a la Conmebol calificarán para el torneo:
- Los campeones de las 10 asociaciones que conforman la Conmebol,
- El campeón de la edición anterior,
- Un equipo adicional del país anfitrión;
- Un representante adicional de las cuatro primeras federaciones en el ranking histórico, hasta la edición 2022: Brasil, Chile, Colombia y Paraguay.[1]

### Sedes
La Confederación Sudamericana de Fútbol (Conmebol) anunció originalmente el 13 de febrero, que la edición 2024 de la Copa Libertadores femenina de clubes se dispute en Uruguay, por segunda vez luego del certamen de 2021 que ganó Corinthians de Brasil.
Posteriormente, el ente rector del fútbol sudamericano anunció, el 29 de agosto de 2024, que la sede del torneo se trasladará a Paraguay.
| Paraguay             | Paraguay              | Paraguay                     |
| -------------------- | --------------------- | ---------------------------- |
| Asunción Luque Ypané | Asunción              | Asunción                     |
| Asunción Luque Ypané | Asunción              |                              |
| Asunción Luque Ypané | Estadio Arsenio Erico | Estadio Defensores del Chaco |
| Asunción Luque Ypané | Capacidad: 7 500      | Capacidad: 42 354            |
| Asunción Luque Ypané |                       |                              |
| Asunción Luque Ypané | Central               |                              |
| Asunción Luque Ypané | Luque                 | Ypané                        |
| Asunción Luque Ypané | Estadio CONMEBOL      | CARFEM                       |
| Asunción Luque Ypané | Capacidad: 4 000      | Capacidad: 5 000             |
| Asunción Luque Ypané |                       |                              |

## Equipos participantes
En cursiva los equipos debutantes en el torneo.
| País                                   | Equipo                         | Vía de clasificación |
| -------------------------------------- | ------------------------------ | --- |
| Argentina 1 cupo                       | Boca Juniors                   | Campeón del Campeonato Femenino 2023 |
| Bolivia 1 cupo                         | Always Ready                   | Campeón del Campeonato Boliviano 2024 |
| Brasil 2 cupos + campeón vigente       | Corinthians Ferroviária Santos | Campeón de la Copa Libertadores Femenina 2023 y del Campeonato Brasileño 2023 Subcampeón del Campeonato Brasileño 2023 3° Lugar del Campeonato Brasileño 2023                                                    |
| Chile 2 cupos                          | Colo-Colo Santiago Morning     | Campeón del Campeonato Nacional de Chile 2023 Subcampeón del Campeonato Nacional de Chile 2023 |
| Colombia 2 cupos                       | Deportivo Cali Santa Fe        | Campeón de la Liga Profesional de Colombia 2024 Subcampeón de la Liga Profesional de Colombia 2024 |
| Ecuador 1 cupo                         | Independiente del Valle        | Campeón de la Súperliga Femenina de Ecuador 2024 |
| Paraguay 2 cupos + cupo país anfitrión | Olimpia Guaraní Libertad       | Campeón del Torneo Clausura del Campeonato de Fútbol Femenino 2023 Subcampeón del Torneo Clausura del Campeonato de Fútbol Femenino 2023 Tercer lugar del Torneo Clausura del Campeonato de Fútbol Femenino 2023 |
| Perú 1 cupo                            | Alianza Lima                   | Campeón de la Liga Femenina FPF 2024 |
| Uruguay 1 cupo                         | Peñarol                        | Campeón del Campeonato Uruguayo 2023 |
| Venezuela 1 cupo                       | ADIFFEM                        | Campeón de la Liga FUTVE Fem 2024 |

## Sorteo
El sorteo se llevó a cabo el 12 de septiembre de 2024 en las instalaciones de la CONMEBOL en Luque, Paraguay. Los equipos se dividieron en cuatro bombos con cuatro equipos cada uno, y los equipos de un mismo país no pueden caer en el mismo grupo. El actual campeón de la competición (Corinthians) y el equipo representativo 1 del país anfitrión (Olimpia) se colocaron automáticamente en el primer bombo, en las posiciones A1 y B1, respectivamente. Los campeones brasileños y colombianos completan el bombo. Los otros equipos se ubican de acuerdo con la posición de su federación en el torneo anterior, y los lugares adicionales de Brasil, Colombia, Chile y Paraguay se asignan al bombo 4.
| Bombo 1                                                | Bombo 2                                                        | Bombo 3                                           | Bombo 4                                           |
| ------------------------------------------------------ | -------------------------------------------------------------- | ------------------------------------------------- | ------------------------------------------------- |
| - Corinthians - Olimpia - Ferroviária - Deportivo Cali | - Colo-Colo - Guaraní - Boca Juniors - Independiente del Valle | - Alianza Lima - ADIFFEM - Always Ready - Peñarol | - Santos - Santa Fe - Santiago Morning - Libertad |

## Fase de grupos
- Los horarios corresponden al huso horario estándar (durante la primera fecha) y al huso horario de verano de Paraguay: (PYT UTC-4) y (PYST UTC-3).

### Grupo A
| Equipo       | Pts. | PJ | PG | PE | PP | GF | GC | Dif. |
| ------------ | ---- | -- | -- | -- | -- | -- | -- | ---- |
| Corinthians  | 7    | 3  | 2  | 1  | 0  | 11 | 1  | 10   |
| Boca Juniors | 7    | 3  | 2  | 1  | 0  | 4  | 1  | 3    |
| Libertad     | 3    | 3  | 1  | 0  | 2  | 2  | 4  | -2   |
| ADIFFEM      | 0    | 3  | 0  | 0  | 3  | 1  | 12 | −11  |

| 3 de octubre de 2024 | Corinthians | 0:0     | Boca Juniors | Estadio Arsenio Erico, Asunción |                        |
| 17:30                |             | Reporte |              | Árbitra: Dione Rissios          | Árbitra: Dione Rissios |

| 3 de octubre de 2024 | ADIFFEM | 0:1 (0:0) | Libertad     | Estadio Arsenio Erico, Asunción |                      |
| 20:00                |         | Reporte   | Larrea 90+5' | Árbitra: Jenny Arias            | Árbitra: Jenny Arias |

| 6 de octubre de 2024 | Corinthians                                                                                             | 8:0 (4:0) | ADIFFEM | Estadio Arsenio Erico, Asunción |                            |
| 17:30                | Gabi Zanotti 4', 69' · Duda Sampaio 25' · Eudimilla 32' (pen.), 52', 55' · Ju Ferreira 36' · Yasmim 78' | Reporte   |         | Árbitra: Elizabeth Tintaya      | Árbitra: Elizabeth Tintaya |

| 6 de octubre de 2024 | Boca Juniors | 1:0 (0:0) | Libertad | Estadio Arsenio Erico, Asunción |                       |
| 20:00                | Palomar 76'  | Reporte   |          | Árbitra: Nadia Fuques           | Árbitra: Nadia Fuques |

| 9 de octubre de 2024 | Libertad     | 1:3 (0:1) | Corinthians                                               | Estadio Arsenio Erico, Asunción |                        |
| 17:30                | Martínez 57' | Reporte   | Ju Ferreira 9' · Jaqueline Ribeiro 74' · Gabi Zanotti 83' | Árbitra: Dione Rissios          | Árbitra: Dione Rissios |

| 9 de octubre de 2024 | Boca Juniors               | 3:1 (1:0) | ADIFFEM    | CARFEM, Ypané              |                            |
| 17:30                | Arias 37', 64' · Núñez 76' | Reporte   | Flórez 49' | Árbitra: Marcelly Zambrano | Árbitra: Marcelly Zambrano |

### Grupo B
| Equipo       | Pts. | PJ | PG | PE | PP | GF | GC | Dif. |
| ------------ | ---- | -- | -- | -- | -- | -- | -- | ---- |
| Santos       | 9    | 3  | 3  | 0  | 0  | 10 | 2  | 6    |
| Olimpia      | 6    | 3  | 2  | 0  | 1  | 7  | 5  | 2    |
| Colo-Colo    | 3    | 3  | 1  | 0  | 2  | 7  | 3  | 4    |
| Always Ready | 0    | 3  | 0  | 0  | 3  | 0  | 14 | −14  |

| 3 de octubre de 2024 | Olimpia                    | 2:1 (0:1) | Colo-Colo    | CARFEM, Ypané         |                       |
| 17:30                | González 47' · Peralta 55' | Reporte   | Olivares 15' | Árbitra: Nadia Fuques | Árbitra: Nadia Fuques |

| 3 de octubre de 2024 | Always Ready | 0:5 (0:3) | Santos                                                              | CARFEM, Ypané              |                            |
| 20:00                |              | Reporte   | Thaisinha 1' · Pires 5' · Ketlen 3' · Silva 49' · Vargas 58' (a.g.) | Árbitra: Marcelly Zambrano | Árbitra: Marcelly Zambrano |

| 6 de octubre de 2024 | Olimpia                               | 3:0 (3:0) | Always Ready | CARFEM, Ypané            |                          |
| 17:30                | Peralta 8' · Varela 35' · Barbosa 44' | Reporte   |              | Árbitra: Stefani Escobar | Árbitra: Stefani Escobar |

| 6 de octubre de 2024 | Colo-Colo | 0:1 (0:0) | Santos     | CARFEM, Ypané        |                      |
| 20:00                |           | Reporte   | Ketlen 60' | Árbitra: Jenny Arias | Árbitra: Jenny Arias |

| 9 de octubre de 2024 | Santos                                                | 4:2 (2:1) | Olimpia               | Estadio Arsenio Erico, Asunción |                       |
| 20:00                | Carol Baiana 23' · Ketlen 39', 51' · Rafa Martins 80' | Reporte   | Arce 9' · Peralta 89' | Árbitra: Nadia Fuques           | Árbitra: Nadia Fuques |

| 9 de octubre de 2024 | Colo-Colo                                                   | 6:0 (2:0) | Always Ready | CARFEM, Ypané              |                            |
| 20:00                | Grez 3', 61' · Urrutia 10' · Acuña 51', 60' · Balmaceda 89' | Reporte   |              | Árbitra: Elizabeth Tintaya | Árbitra: Elizabeth Tintaya |

### Grupo C
| Equipo                  | Pts. | PJ | PG | PE | PP | GF | GC | Dif. |
| ----------------------- | ---- | -- | -- | -- | -- | -- | -- | ---- |
| Santa Fe                | 5    | 3  | 1  | 2  | 0  | 2  | 1  | 1    |
| Independiente del Valle | 4    | 3  | 1  | 1  | 1  | 3  | 2  | 1    |
| Ferroviária             | 3    | 3  | 0  | 3  | 0  | 4  | 4  | 0    |
| Peñarol                 | 2    | 3  | 0  | 2  | 1  | 2  | 4  | -2   |

| 4 de octubre de 2024 | Ferroviária         | 1:1 (0:0) | Independiente del Valle | Estadio Arsenio Erico, Asunción |                         |
| 17:30                | Zambrano 55' (a.g.) | Reporte   | Zambrano 78'            | Árbitra: Adriana Farfán         | Árbitra: Adriana Farfán |

| 4 de octubre de 2024 | Peñarol | 0:0     | Santa Fe | Estadio Arsenio Erico, Asunción |                         |
| 20:00                |         | Reporte |          | Árbitra: Zulma Quiñónez         | Árbitra: Zulma Quiñónez |

| 7 de octubre de 2024 | Ferroviária            | 2:2 (1:1) | Peñarol                   | Estadio Arsenio Erico, Asunción |                        |
| 17:30                | Darlene 28' · Lelê 78' | Reporte   | Carballo 42' · Larrea 81' | Árbitra: Dione Rissios          | Árbitra: Dione Rissios |

| 7 de octubre de 2024 | Independiente del Valle | 0:1 (0:1) | Santa Fe     | Estadio Arsenio Erico, Asunción |                             |
| 20:00                |                         | Reporte   | Zamorano 24' | Árbitra: Roberta Echeverría     | Árbitra: Roberta Echeverría |

| 10 de octubre de 2024 | Santa Fe         | 1:1 (0:1) | Ferroviária     | Estadio Arsenio Erico, Asunción |                         |
| 17:30                 | Reyes 73' (pen.) | Reporte   | Rafa Soares 33' | Árbitra: Zulma Quiñónez         | Árbitra: Zulma Quiñónez |

| 10 de octubre de 2024 | Independiente del Valle   | 2:0 (0:0) | Peñarol | CARFEM, Ypané            |                          |
| 17:30                 | Litardo 51' · Bolaños 53' | Reporte   |         | Árbitra: Stefani Escobar | Árbitra: Stefani Escobar |

### Grupo D
| Equipo           | Pts. | PJ | PG | PE | PP | GF | GC | Dif. |
| ---------------- | ---- | -- | -- | -- | -- | -- | -- | ---- |
| Deportivo Cali   | 9    | 3  | 3  | 0  | 0  | 8  | 2  | 6    |
| Alianza Lima     | 6    | 3  | 2  | 0  | 1  | 6  | 2  | 4    |
| Santiago Morning | 3    | 3  | 1  | 0  | 2  | 5  | 7  | −2   |
| Guaraní          | 0    | 3  | 0  | 0  | 3  | 2  | 10 | −8   |

| 4 de octubre de 2024 | Alianza Lima           | 2:0 (1:0) | Santiago Morning | CARFEM, Ypané          |                        |
| 17:30                | Lúcar 15' · Flores 65' | Reporte   |                  | Árbitra: Charly Straub | Árbitra: Charly Straub |

| 4 de octubre de 2024 | Deportivo Cali            | 2:1 (1:1) | Guaraní              | CARFEM, Ypané               |                             |
| 20:00                | Landázury 1' · Guerra 62' | Reporte   | Rodríguez 27' (pen.) | Árbitra: Roberta Echeverría | Árbitra: Roberta Echeverría |

| 7 de octubre de 2024 | Deportivo Cali          | 2:1 (2:0) | Alianza Lima  | CARFEM, Ypané           |                         |
| 17:30                | García 25' · Guerra 31' | Reporte   | Rodrígues 83' | Árbitra: Adriana Farfán | Árbitra: Adriana Farfán |

| 7 de octubre de 2024 | Guaraní     | 1:5 (1:2) | Santiago Morning                                             | CARFEM, Ypané              |                            |
| 20:00                | Sánchez 15' | Reporte   | Rojas 3' · Navarrete 20' · Valencia 71', 85' · Henríquez 78' | Árbitra: Marcelly Zambrano | Árbitra: Marcelly Zambrano |

| 10 de octubre de 2024 | Santiago Morning | 0:4 (0:3) | Deportivo Cali                                               | Estadio Arsenio Erico, Asunción |                             |
| 20:00                 |                  | Reporte   | Calvo 2' · Ibargüen 23' (pen.) · Castellanos 34' · Muñoz 64' | Árbitra: Roberta Echeverría     | Árbitra: Roberta Echeverría |

| 10 de octubre de 2024 | Guaraní | 0:3 (0:2) | Alianza Lima                         | CARFEM, Ypané          |                        |
| 20:00                 |         | Reporte   | Lúcar 27', 54' · Romero 45+5' (pen.) | Árbitra: Charly Straub | Árbitra: Charly Straub |

## Fase final

### Cuadro de desarrollo
|  | Cuartos de final        | Cuartos de final        | Cuartos de final        |                         |             | Semifinales | Semifinales | Semifinales |              |              | Final                   | Final                   | Final |  |
|  |                         |                         |                         |                         |             |             |             |             |              |              |                         |                         |       |  |
|  |                         |                         |                         |                         |             |             |             |             |              |              |                         |                         |       |  |
|  | Corinthians             | Corinthians             | 2                       |                         |             |             |             |             |              |              |                         |                         |       |  |
|  | Corinthians             | Corinthians             | 2                       |                         |             |             |             |             |              |              |                         |                         |       |  |
|  | Olimpia                 | Olimpia                 | 0                       |                         |             |             |             |             |              |              |                         |                         |       |  |
|  | Olimpia                 | Olimpia                 | 0                       |                         | Corinthians | Corinthians | 1           |             |              |              |                         |                         |       |  |
|  |                         |                         |                         |                         | Corinthians | Corinthians | 1           |             |              |              |                         |                         |       |  |
|  |                         |                         | Boca Juniors            | Boca Juniors            | 0           |             |             |             |              |              |                         |                         |       |  |
|  | Santos                  | Santos                  | Boca Juniors            | Boca Juniors            | 0           | 0 (2)       |             |             |              |              |                         |                         |       |  |
|  | Santos                  | Santos                  |                         |                         |             |             |             |             |              |              |                         |                         |       |  |
|  | Boca Juniors            | Boca Juniors            | 0 (4)                   |                         |             |             |             |             |              |              |                         |                         |       |  |
|  | Boca Juniors            | Boca Juniors            | 0 (4)                   |                         |             |             |             |             |              | Corinthians  | Corinthians             | 2                       |       |  |
|  |                         |                         |                         |                         |             |             |             |             |              | Corinthians  | Corinthians             | 2                       |       |  |
|  |                         |                         | Santa Fe                | Santa Fe                | 0           |             |             |             |              |              |                         |                         |       |  |
|  | Santa Fe                | Santa Fe                | Santa Fe                | Santa Fe                | 0           | 2           |             |             |              |              |                         |                         |       |  |
|  | Santa Fe                | Santa Fe                |                         |                         |             |             |             |             |              |              |                         |                         |       |  |
|  | Alianza Lima            | Alianza Lima            | 0                       |                         |             |             |             |             |              |              |                         |                         |       |  |
|  | Alianza Lima            | Alianza Lima            | 0                       |                         | Santa Fe    | Santa Fe    | 1 (4)       |             |              | Tercer lugar | Tercer lugar            | Tercer lugar            |       |  |
|  |                         |                         |                         |                         | Santa Fe    | Santa Fe    | 1 (4)       |             |              | Tercer lugar | Tercer lugar            | Tercer lugar            |       |  |
|  |                         |                         | Independiente del Valle | Independiente del Valle | 1 (2)       |             |             |             |              |              |                         |                         |       |  |
|  | Deportivo Cali          | Deportivo Cali          | Independiente del Valle | Independiente del Valle | 1 (2)       | 0           |             |             | Boca Juniors | Boca Juniors | 2                       |                         |       |  |
|  | Deportivo Cali          | Deportivo Cali          |                         |                         |             |             |             |             | Boca Juniors | Boca Juniors | 2                       |                         |       |  |
|  | Independiente del Valle | Independiente del Valle | 3                       |                         |             |             |             |             |              |              | Independiente del Valle | Independiente del Valle | 0     |  |
|  | Independiente del Valle | Independiente del Valle | 3                       |                         |             |             |             |             |              |              | Independiente del Valle | Independiente del Valle | 0     |  |
|  |                         |                         |                         |                         |             |             |             |             |              |              |                         |                         |       |  |

### Cuartos de final
| 12 de octubre de 2024 | Corinthians                    | 2:0 (0:0) | Olimpia | CARFEM, Ypané              |                            |
| 17:00                 | Gabi Zanotti 50' · Millene 52' | Reporte   |         | Árbitra: Marcelly Zambrano | Árbitra: Marcelly Zambrano |

| 12 de octubre de 2024 | Santos                                          | 0:0 (2:4 p.)               | Boca Juniors                             | CARFEM, Ypané            |                          |
| 20:00                 |                                                 | Reporte                    |                                          | Árbitra: Stefani Escobar | Árbitra: Stefani Escobar |
|                       |                                                 | Tiros desde el punto penal |                                          |                          |                          |
|                       | Karla Alves · Day Silva · Rodríguez · Ana Carla |                            | Masagli · Sasaki · Flores · Núñez · Cruz |                          |                          |

| 13 de octubre de 2024 | Santa Fe                | 2:0 (2:0) | Alianza Lima | Estadio Arsenio Erico, Asunción |                             |
| 17:00                 | Gaitán 22' · Torres 40' | Reporte   |              | Árbitra: Roberta Echeverría     | Árbitra: Roberta Echeverría |

| 13 de octubre de 2024 | Deportivo Cali | 0:3 (0:2) | Independiente del Valle      | Estadio Arsenio Erico, Asunción |                       |
| 20:00                 |                | Reporte   | Bolaños 26', 29', 74' (pen.) | Árbitra: Nadia Fuques           | Árbitra: Nadia Fuques |

### Semifinales
| 15 de octubre de 2024 | Corinthians      | 1:0 (0:0) | Boca Juniors | Estadio CONMEBOL, Luque |                        |
| 17:00                 | Gabi Zanotti 59' | Reporte   |              | Árbitra: Dione Rissios  | Árbitra: Dione Rissios |

| 16 de octubre de 2024 | Santa Fe                           | 1:1 (1:1) (4:2 p.)         | Independiente del Valle             | Estadio CONMEBOL, Luque |                         |
| 17:00                 | Reyes 29'                          | Reporte                    | Roldán 2'                           | Árbitra: Zulma Quiñónez | Árbitra: Zulma Quiñónez |
|                       |                                    | Tiros desde el punto penal |                                     |                         |                         |
|                       | Reyes · Motta · Gaitán · Hernández |                            | Bolaños · Zambrano · Páez · Riveros |                         |                         |

### Tercer lugar
| 19 de octubre de 2024 | Boca Juniors               | 2:0 (2:0) | Independiente del Valle | Estadio CONMEBOL, Luque  |                          |
| 15:45                 | Núñez 14' · Preininger 24' | Reporte   |                         | Árbitra: Stefani Escobar | Árbitra: Stefani Escobar |

### Final
| 19 de octubre de 2024 | Corinthians              | 2:0 (1:0) | Santa Fe | Estadio Defensores del Chaco, Asunción |                       |
| 17:00                 | Victória 17' · Érika 65' | Reporte   |          | Árbitra: Nadia Fuques                  | Árbitra: Nadia Fuques |

|                                |
| Bandera de Brasil              |
| Campeón Corinthians 5.º título |

## Estadísticas

### Tabla general
A continuación, se muestra la tabla de posiciones segmentada acorde a las fases alcanzadas por los equipos:
| Pos. | Equipo                  | Pts. | PJ | PG | PE | PP | GF | GC | Dif. | Rend.  |
| ---- | ----------------------- | ---- | -- | -- | -- | -- | -- | -- | ---- | ------ |
| 1    | Corinthians             | 16   | 6  | 5  | 1  | 0  | 16 | 1  | 15   | 88.89% |
| 2    | Santa Fe                | 9    | 6  | 2  | 3  | 1  | 5  | 4  | 1    | 50%    |
| 3    | Boca Juniors            | 11   | 6  | 3  | 2  | 1  | 6  | 2  | 4    | 61.11% |
| 4    | Independiente del Valle | 8    | 6  | 2  | 2  | 2  | 7  | 5  | 2    | 44.44% |
| 5    | Santos                  | 10   | 4  | 3  | 1  | 0  | 10 | 2  | 8    | 83.33% |
| 6    | Deportivo Cali          | 9    | 4  | 3  | 0  | 1  | 8  | 5  | 3    | 75%    |
| 7    | Alianza Lima            | 6    | 4  | 2  | 0  | 2  | 6  | 4  | 2    | 50%    |
| 8    | Olimpia                 | 6    | 4  | 2  | 0  | 2  | 7  | 7  | 0    | 50%    |
| 9    | Colo-Colo               | 3    | 3  | 1  | 0  | 2  | 7  | 3  | 4    | 33.33% |
| 10   | Ferroviária             | 3    | 3  | 0  | 3  | 0  | 4  | 4  | 0    | 33.33% |
| 11   | Santiago Morning        | 3    | 3  | 1  | 0  | 2  | 5  | 7  | −2   | 33.33% |
| 12   | Libertad                | 3    | 3  | 1  | 0  | 2  | 2  | 4  | −2   | 33.33% |
| 13   | Peñarol                 | 2    | 3  | 0  | 2  | 1  | 2  | 4  | −2   | 22.22% |
| 14   | Guaraní                 | 0    | 3  | 0  | 0  | 3  | 2  | 10 | −8   | 0%     |
| 15   | ADIFFEM                 | 0    | 3  | 0  | 0  | 3  | 1  | 12 | −11  | 0%     |
| 16   | Always Ready            | 0    | 3  | 0  | 0  | 3  | 0  | 14 | −14  | 0%     |

| # | Jugadora       | Equipo                  | Goles |
| 1 | Gabi Zanotti   | Corinthians             | 5     |
| 2 | Nayely Bolaños | Independiente del Valle | 4     |
|   | Ketlen Wiggers | Santos                  | 4     |
| 4 | Eudimilla      | Corinthians             | 3     |
|   | Adriana Lúcar  | Alianza Lima            | 3     |
|   | Amada Peralta  | Olimpia                 | 3     |
| - | -------------- | ----------------------- | ----- |

| # | Jugadora     | Equipo  | Asistencias |
| 1 | Vanessa Arce | Olimpia | 2           |
| - | ------------ | ------- | ----------- |